# Hypothyris melphis
Hypothyris melphis är en fjärilsart som beskrevs av Jean Baptiste Godart 1819. Hypothyris melphis ingår i släktet Hypothyris och familjen praktfjärilar. Inga underarter finns listade i Catalogue of Life.